# 丹羽喬四郎
丹羽 喬四郎（にわ きょうしろう、1904年〈明治37年〉3月30日 - 1978年〈昭和53年〉3月30日）は、日本の内務官僚、政治家。位階は正三位勲一等、勲章は瑞宝章。
運輸大臣、衆議院議員（9期）を歴任。三男は丹羽雄哉。

## 来歴・人物
東京府東京市赤坂区生まれ。敬三の四男。
旧制麻布中学校、旧制水戸高等学校を経て、1930年、東京帝国大学経済学部卒業。同年高文行政科合格。昭和6年（1931年）内務省に入り、大阪府警部補、長野県、満州国、埼玉県、厚生省、京都府などの勤務を経て、1942年、千葉県官房長、群馬県警察部長、警視庁官房主事、情報局情報官を歴任、1947年退職。
1947年から1950年まで公職追放となる。1952年、茨城県第3区から衆院議員となり、以来9回当選。1959年、第2次岸内閣の自治政務次官、1963年、衆議院建設委員長、1971年、第3次佐藤栄作内閣の運輸大臣となった。衆議院本会議で公職選挙法改正に関する調査特別委員長を6回重任。自民党副幹事長、地方行政部会長、建設部会長などを務めた。
1974年4月の春の叙勲で、勲五等から勲一等に叙され、瑞宝章を受章した。
議員在職中の1978年3月30日、腸閉塞のため、死去した。74歳没。翌31日、特旨を以て位を五級追陞され、死没日付をもって従五位から正三位に叙され、銀杯一組を授与された。追悼演説は同年4月18日、衆議院本会議で久保三郎（日本社会党所属）により行われた。

## 略歴
- 1931年（昭和6年）-内務省に入省（大阪府警部補）。
- 1942年（昭和17年）-千葉県官房長。
- 1947年（昭和22年）-退職。同年、公職追放（1950年まで）。
- 1952年（昭和27年）-第25回衆議院議員総選挙茨城3区初当選。
- 1953年（昭和28年）-第26回衆議院議員総選挙当選。
- 1955年（昭和30年）-第27回衆議院議員総選挙落選。
- 1958年（昭和33年）-第28回衆議院議員総選挙当選。
- 1959年（昭和34年）-自治政務次官。
- 1960年（昭和35年）-第29回衆議院議員総選挙当選。
- 1962年（昭和37年）-衆議院公職選挙法改正に関する調査特別委員会委員。
- 1963年（昭和38年）-第30回衆議院議員総選挙当選・衆議院建設委員長。
- 1967年（昭和42年）-第31回衆議院議員総選挙当選。
- 1969年（昭和44年）-第32回衆議院議員総選挙当選。
- 1971年（昭和46年）-第3次佐藤内閣改造内閣運輸大臣。
- 1972年（昭和47年）-第33回衆議院議員総選挙当選。
- 1976年（昭和51年）-第34回衆議院議員総選挙当選。
- 1978年（昭和53年）3月30日-死去。

## エピソード
- 趣味は読書野球[1]。宗教は曹洞宗[1]。茨城県石岡市在籍[1]。
- 吉原英一は元秘書。
- ヨーガ行者中村天風に師事。
- 宏池会に所属。

## 家族・親族

### 丹羽家
（茨城県石岡市、東京都）
- 妻・茂登子（茨城、笹目吉左衛門次女[1]）
- 長男[1]
- 長女[1]
- 次男[1]
- 三男・雄哉[1]